# 20. Arrondissement (Paris)

Logo der mairie des 20. Arrondissements

Das 20. Pariser Arrondissement, das Arrondissement de Ménilmontant, ist eines von 20 Pariser Arrondissements. Es wurde gegründet im Jahre 1860 durch die Eingemeindung der ehemaligen Gemeinden Belleville, Ménilmontant und Charonne.

## Geographische Lage
Das 20. Arrondissement liegt auf dem rechten Seineufer. Es grenzt im Westen an das 11., im Norden an das 19. und im Süden an das 12. Arrondissement.

## Viertel im 20. Arrondissement
Das Arrondissement besteht aus den folgenden vier Stadtvierteln:
- Quartier de Belleville
- Quartier Saint-Fargeau
- Quartier du Père-Lachaise
- Quartier de Charonne

Nach der offiziellen Zählung der Pariser Stadtviertel handelt es sich dabei um die Quartiers 77 bis 80.

## Demographische Daten
Nach der Volkszählung von 1999 waren im 598 Hektar großen 20. Arrondissement 182.952 Einwohner gemeldet. Das entspricht einer Bevölkerungsdichte von 30.594 Einwohnern pro km². Somit haben in diesem Arrondissement 8,3 % der Pariser Bevölkerung ihren Hauptwohnsitz. Das 20. Arrondissement ist traditionell ein Arbeiterviertel, was sich auch in der politischen Präferenz für linke Parteien widerspiegelt. Seit jeher ist es ein Anziehungspunkt für Einwanderer, besonders zu Beginn des 20. Jahrhunderts für Menschen aus Italien, Polen und Spanien, später aus dem Maghreb und Subsahara-Afrika. In diesem Punkt ähnelt es auch den benachbarten Arrondissements 11 und 19.

### Rathaus
Das Rathaus des 20. Arrondissements befindet sich in der 6 Place Gambetta.

### Bürgermeister
Bürgermeister seit 2020 ist Éric Pliez (DVG). Er ist der Nachfolger von Frédérique Calandra (PS).

## Sehenswürdigkeiten

### Kirchen
- Notre-Dame-de-la-Croix de Ménilmontant
- Saint-Germain-de-Charonne

### Friedhöfe
- Père-Lachaise
- Friedhof von Belleville

### Bauensembles
- La Campagne à Paris

## Wichtige Straßen

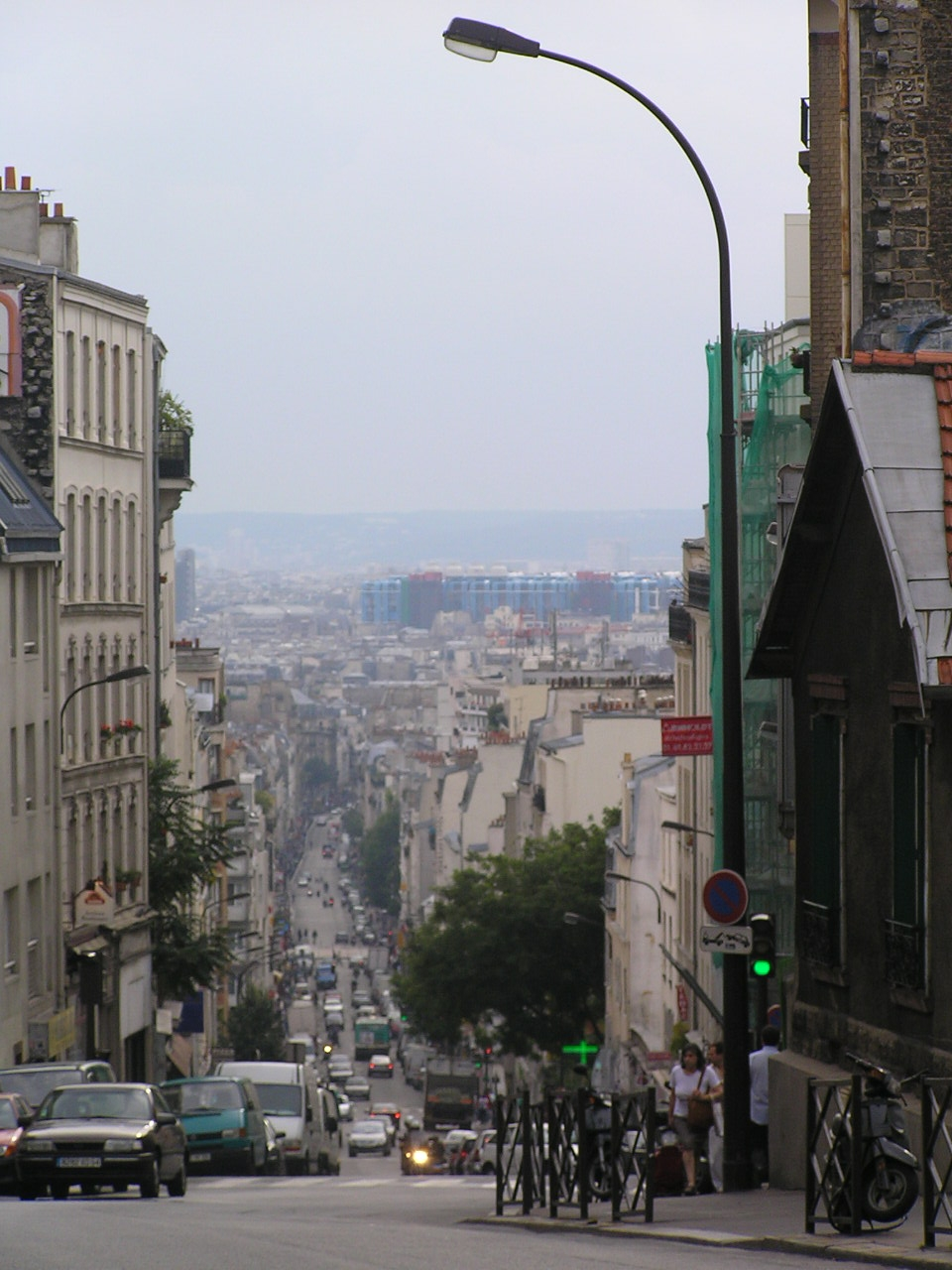
Rue de Ménilmontant

- Rue de Bagnolet
- Rue Belgrand
- Rue de Belleville
- Boulevard de Charonne
- Boulevard Davout
- Avenue Gambetta
- Rue des Orteaux
- Rue de Ménilmontant
- Boulevard de Ménilmontant
- Boulevard Mortier
- Rue des Pyrénées
- Cours de Vincennes
- Rue Saint Blaise

## Persönlichkeiten des Arrondissements
- Architekten
  - Arsène Lejeune, baute die meisten Gebäude im Gebiet um die Rue Belgrand
- Geistliche
  - Jules Sully Lombard, Mitbegründer und Vorsitzender des Stadtbauvereins La Campagne a Paris
- Künstler:
  - Lucien Martial, Maler
  - André Duret, Maler, geboren 1921
  - Jean-François Zygel, französischer Musiker und Komponist
- Politiker
  - Marcel Déat, Sozialist, gewählter Abgeordneter des 20. Arrondissements bei der Wahl von 1932, in der er Jacques Duclos schlug
  - Jacques Duclos, Kommunist, gewählter Abgeordneter des 20. Arrondissements bei der Wahl von 1928, in der gegen Léon Blum gewann
  - Henri Krasucki, Kommunist, und Résistance-Kämpfer, wohnte 20. Arrondissement, Gedenktafel an der Rue Stanislas-Meunier 8
  - Alain Riou, Gemeinderat (Conseiller municipal), im Jahre 2003 Vorsitzender der Grünen
- Wissenschaftler:
  - Die Brüder Chappe, Erfinder der optischen Telegrafie
  - Albert Besson, Mediziner, Hygieniker, Gemeinderat (Conseiller municipal) von Saint-Fargeau in den 1930er-Jahren

## Grünflächen
- Parc de Belleville
- Jardin naturel

## Gewässer
Den Namen des Ménilmontant trug auch ein an seinem Nordrand entstehender Bachlauf, der Ruisseau du Ménilmontant, der in der Neuzeit kanalisiert, zur Großen Kloake (Grand Égout) von Paris umgeformt und schließlich überbaut wurde.